# Félix Araujo
Félix de Jesús Araujo Razo (Guadalajara, 10 febbraio 1983) è un ex calciatore messicano, di ruolo difensore.

## Carriera
Ha giocato nella massima serie messicana.